# Meekatharra
Meekatharra is een plaats in de regio Mid West in West-Australië. Het ligt 771 kilometer ten noordnoordoosten van Perth, 538 kilometer ten noordoosten van Geraldton en 645 kilometer ten oostzuidoosten van Carnarvon. In 2021 telde Meekatharra 849 inwoners, tegenover 931 in 2006. Meekatharra is het dienstencentrum voor de mijnindustrie en veehouders uit het gebied dat het bekken van de Murchison beslaat. De Royal Flying Doctors Service heeft er een van haar vijf West-Australische operationele basissen.

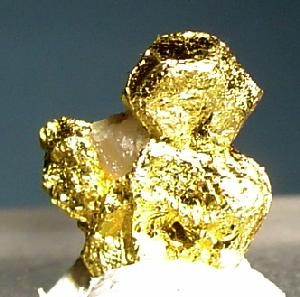
Goudspecimen uit Meekatharra

## Geschiedenis
Ten tijde van de Europese kolonisatie leefden de Ngoonooru Wadjari en Yugunga-Nya taalgroepen van de Yamatji Aborigines de streek. 
De eerste verkenning van de streek gebeurde door Robert Austin in 1854. Hij ontdekte goud en meldde het aan de autoriteiten maar zijn rapport werd nooit publiek gemaakt. Tegen de jaren 1870 had een klein aantal veehouders zich in de streek gevestigd. In 1888 werd het Mount Gold politiekantoor gevestigd. In 1890 werd goud gevonden bij Nannine en in 1891 begon men goud te delven in Nannine en Annean Station. In 1892 werd het goudveld van Peak Hill geopend en tegen 1894 werd er een tienhoofdige stampmolen gebouwd nabij Garden Gully om erts fijn te stampen en te verwerken.
In 1894 vestigden de eerste kolonisten zich in Meekatharra maar pas in mei 1896, na de ontdekking van goud door de goudzoekers Meehan, Porter en Soich, vestigden meer goudzoekers uit de andere oostelijke Murchisonvelden zich in het plaatsje. Het succes van het Meekatharra-goudveld was van korte duur maar in 1899 werd een tweede keer goud gevonden waardoor het plaatsje overleefde. In 1901 werd de Meekatharra State Battery in bedrijf gebracht. (Een batterij is een machine die erts verpulvert en verwerkt.) In 1902 opende de Western Australian Bank een kantoor in een blikken schuurtje. Meekatharra werd officieel gesticht in december 1903. De plaats werd naar een bron vernoemd die door de Aborigines de Meekatharrabron werd genoemd. Meekatharra is een Aborigineswoord dat "plaats van een weinig water" betekent.
In 1906 werd Alfred Wernam Canning aangeduid om een route van het oosten in de regio Kimberley naar de Murchison te ontwikkelen voor het overbrengen van vee. De route met 54 waterputten werd in 1908 voltooid en de Canning Stock Route genoemd. In 1909 wijdde bisschop Riley de Anglicaanse kerk van St. Oswald. De kerk was gebouwd met ijzeren golfplaten. Tot 1904 was Meekatharra afhankelijk van de politie van Nannine. De manager van de Western Australian Bank vroeg een permanente politie-aanwezigheid. Op 22 februari 1906 werden aanbestedingen aanvaard voor een politiekantoor en cellen. Op 6 oktober 1908 werden bijkomende politiekwartieren voltooid. Deze deden dienst tot in de jaren 1960. Op 14 mei 1965 werd een nieuw politiecomplex geopend. In 1997 werd het complex gerenoveerd. Vanaf 1900 werd er post bedeeld in Meekatharra maar pas op 8 januari 1906 opende het officiële post- en telegraafkantoor. In 1971 werd een nieuw postkantoor gebouwd op dezelfde plaats.
Er werd een vrijwillige brandweerbrigade opgericht op 16 augustus 1909. De eerste brandweerkazerne werd in 1910 gebouwd. In 1913/15/16 werd de kazerne vergroot en ze werd in 1936 verkocht en afgebroken. Er werd een nieuwe brandweerkazerne gebouwd. Die deed dienst tot een derde kazerne werd geopend op 8 september 1990. De tweede kazerne werd een opslagplaats.
In 1898 werd de Northern Railway spoorweg tussen Perth en de Murchisongoudvelden tot Cue doorgetrokken en in 1903 tot Nannine. Vervolgens werd het spoorvak naar Meekatharra aangelegd en zo kreeg Meekatharra in 1910 een spoorwegstation.Tussen 1929 en 1932 werd de lijn vanuit Meekatharra verder door getrokken naar Wiluna. In 1957 werd het spoorvak naar Wiluna terug gesloten. Meekatharra was in de jaren 1960-70 een kopstation vanwaar ijzererts en de productie van de veehouders werden verspoord. In 1977 ging het spoorvak tussen Meekatharra en Pindar dicht. Het station sloot in 1978.
In 1911 werd de Meekatharra Race Club gesticht. Er werden al sinds 1905 paardenraces gehouden in Meekatharra. In 2014 werd een nieuwe wedstrijdtoren gebouwd.
In 1912 werd een gerechtszaal geopend. Tegen de jaren 1920 kwamen de mijnbedrijven en veehouders van honderden kilometers ver naar Meekatharra om arbeiders te huren om schapen te scheren of in de mijnen te werken. Tussen 1927 en 1931 werd er een spoorweg uitgebaat tussen Meekatharra en Horseshoe, een plaatsje nabij een mangaanmijn 128 kilometer van Meekatharra. Tijdens de Tweede Wereldoorlog bouwden de Amerikanen een meer dan 2 kilometer lange start/landingsbaan die nog steeds in gebruik is als reserve wanneer de luchthaven van Perth gesloten is door onweer of mist. In 1977 verzeilde premier Malcolm Fraser op die manier in Meekatharra. Hij beschreef Meekatharra toen als "the end of the earth". De luchthaven is sinds 1993 uit handen van de RAAF overgegaan naar de Shire of Meekatharra. In 1982 werd een zonne-diesel-energiecentrale gebouwd. Het was toen de grootste van de wereld. Meekatharra werd de eerste plaats in Australië voorzien van zonne-energie.
Sinds 14 september 1959 heeft Meekatharra een School of the Air. Kinderen in de outback kunnen vanop afstand les volgen. De school is gelegen op de basis van de Royal Flying Doctors Service.
In de jaren 1990 werd door Western Mining Corporation en Dominion Mining weer naar goud gedolven in Paddy's Flat, net ten zuiden van Meekatharra.

## Bezienswaardigheden
- De drie kilometer lange Meeka Rangelands Discovery Trail windt zich om de Meekatharra Creek. Langs het pad staan informatieborden met uitleg over de geschiedenis van de Aborigines en de kolonisatie.
- De Meekatharra Lookout Trail sluit aan bij bovenstaande pad en biedt een uitkijkpunt over het dorp, de omgeving en de "superpit"-mijn.
- Het Meekatharra Museum heeft een honderdtal foto's en verscheidene memorabilia over het leven door de eeuwen heen in Meekatharra. Het is gevestigd in het gebouw van de Shire of Meekatharra.
- De Meekatharra State Battery uit 1901 werd tijdens het eeuwfeest van 1994 in de hoofdstraat langs de kreek geplaatst samen met andere relicten uit de periode van de goudzoekers en goudmijnen.
- De Royal Flying Doctors Base is gelegen op de luchthaven en toegankelijk voor het publiek.
- Peace Gorge is een picknickplaats sinds het einde van de Eerste Wereldoorlog. Het kreeg zijn naam vanwege de galapicknicks met sportdagen die er voor de terugkerende soldaten werden gehouden. Het bevindt zich in een gebied met granieten rotsformaties.
- De streek heeft veel afgedankte en operationele goudmijnen die kunnen bezocht worden en er zijn nog plaatsen waar naar goud gezocht kan worden zoals Peak Hill.
- Als het 's winters regent zijn er overal wilde bloemen te zien.
- De 25 Mile Well is een gerestaureerde waterput ter nagedachtenis van de veedrijvers en -houders die hun vee over het land dreven.
- De Mt Gould Police Station die tussen 1888 en 1902 in gebruik was ligt langs de weg tussen Carnarvon en Meekatharra.
- De spookplaatsjes Nannine, Garden Gully, Abbotts, Gabanintha, Peak Hill en Horseshoe.
- Mount Augustus, de grootste steen ter wereld, ligt 560 kilometer ten noordwesten van Meekatharra.[14][4]

## Transport
Meekatharra ligt op het kruispunt van de Great Northern Highway en de Goldfields Highway. De N4-busdienst van Transwa verbindt Geraldton enkele keren per week met Meekatharra.
Meekatharra heeft een eigen luchthaven: Meekatharra Airport (IATA: MKR, ICAO: YMEK).

## Klimaat
Meekatharra heeft een steppeklimaat met milde tot koele winters en hete droge zomers.
| Maand                                  | jan  | feb  | mrt  | apr  | mei  | jun  | jul  | aug  | sep  | okt  | nov  | dec  | Jaar  |
| -------------------------------------- | ---- | ---- | ---- | ---- | ---- | ---- | ---- | ---- | ---- | ---- | ---- | ---- | ----- |
| Gemiddeld maximum (°C)                 | 38,3 | 36,7 | 34,2 | 29,3 | 23,8 | 19,7 | 19,1 | 21,6 | 25,7 | 29,9 | 33,4 | 36,5 | 29,0  |
| Gemiddeld minimum (°C)                 | 24,4 | 23,8 | 21,3 | 17,1 | 12,1 | 8,8  | 7,4  | 8,6  | 11,5 | 15,3 | 18,8 | 22,1 | 15,9  |
|                                        |      |      |      |      |      |      |      |      |      |      |      |      |       |
| Neerslag (mm)                          | 29,7 | 36,9 | 29,9 | 18,9 | 22,1 | 29,6 | 20,8 | 10,8 | 4,4  | 6,1  | 12,0 | 14,5 | 235,7 |
| Regendagen (dag)                       | 2,9  | 3,2  | 2,7  | 2,5  | 2,7  | 3,6  | 3,5  | 2,0  | 0,7  | 1,0  | 1,6  | 1,9  | 28,3  |
| Relatieve luchtvochtigheid (%)         | 18   | 23   | 23   | 28   | 33   | 41   | 38   | 30   | 21   | 17   | 16   | 16   | 25,3  |
| Bron: Australian Bureau of Meteorology |      |      |      |      |      |      |      |      |      |      |      |      |       |